# Ieixivà i Escola Secundària Fasman
La Ieixivà i Escola Secundària Fasman (en anglès: Fasman Yeshiva High School) forma part del Col·legi Teològic Hebreu, i està ubicada a Skokie, Illinois. Durant l'any escolar 2016-2017, l'escola tenia 133 estudiants inscrits des del novè grau, fins al dotzè grau. La Ieixivà Fasman ofereix una educació dual, en la qual s'imparteixen estudis seculars i judaics.

## Instal·lacions
El centre està situat en un terreny d'uns 13 acres (uns 53.000 metres quadrats), en un campus compartit amb el Col·legi Teològic Hebreu, i amb l'Escola Jueva Diürna Hillel Torah. L'edifici de l'administració inclou: el menjador, l'auditori, la biblioteca, els dormitoris i les aules. El laboratori de ciència, la llibreria, i la sala de jocs, són també al mateix edifici. L'edifici de la sala d'estudi de la Ieixivà, el Beit Midraix, inclou classes addicionals i un gimnàs. Les instal·lacions esportives inclouen: una pista de bàsquet, un camp de beisbol, i un camp de futbol europeu.

## Departament d'Estudis Acadèmics
El programa general educatiu de l'institut Fasman, inclou cursos avançats en biologia, càlcul, computació, informàtica, física, història, govern i política dels Estats Units, macro i microeconomia, i anglès. Els estudiants del centre han d'aprendre durant un període mínim de tres anys, l'idioma hebreu modern. Al centre s'imparteix l'assignatura d'àlgebra.

## Departament d'Estudis Judaics
El pla d'estudis del centre inclou una lliçó preparatòria, que està dissenyada per ajudar els estudiants que no han rebut prèviament una educació talmúdica, a desenvolupar les seves habilitats bàsiques, a més d'impartir tres nivells d'estudis judaics (els nous alumnes i els estudiants de primer any, només estudien els dos primers nivells). Cada professor d'estudis judaics ensenya als seus alumnes: el Talmud, la Halacà, i el Tanakh. A més, molts estudiants s'inscriuen en una varietat d'assignatures optatives, que s'imparteixen després de les classes habituals.

## Esports
L'equip de bàsquet de l'escola, competeix en el torneig estatal patrocinat per l'Associació d'Escoles Secundàries de l'Estat d'Illinois. Existeixen diverses lligues per a esports com el bàsquet, el beisbol, el futbol americà (american football), el futbol europeu (soccer), el tennis, i els escacs.

## Activitats filantròpiques
Els alumnes de la Ieixivà Fasman, participen en diverses activitats caritatives i filantròpiques. La ieixivà organitza una col·lecta, per lliurar peces de roba a diverses organitzacions situades a l'Estat d'Israel, que després la distribueixen a famílies necessitades. Molts estudiants del centre han ajudat a seleccionar i a empaquetar tones de roba, per ser després enviada en vaixell a Israel. Els estudiants del centre col·laboren amb l'organització benèfica Chicago Chesed Fund, i cooperen amb diverses organitzacions per a nens amb discapacitats com Yachad i Chai Lifeline.